# هاروتیون پانوسیان
هاروتیون کاراپتی پانوسیان (ارمنی: Հարություն Կարապետի Փանոսյան؛  زادهٔ ۱۴ اوت ۱۹۰۶ - درگذشته ۱۳ آوریل ۱۹۷۳) میکروب‌شناس اهل ارمنستان بود.

## زندگی‌نامه
وی در ۱۴ اوت ۱۹۰۶ در توقات به دنیا آمد و در دانشگاه دولتی ایروان (۱۹۲۸) فارغ‌التحصیل گشت. همچنین برندهٔ جوایزی همچون نشان لنین، نشان پرچم سرخ کار، نشان برجسته افتخار و دانشمند شایسته ارمنستان شوروی (۱۹۶۶) شده است. وی در ۱۳ آوریل ۱۹۷۳ در سن سالگی در ایروان درگذشت.